# Peter Hoff
Peter Hoff (* 1. April 1942 in Magdeburg; † 27. September 2003 in Hamburg) war ein deutscher Schauspieler, Hochschullehrer und Autor.

## Leben
Der 1942 in Magdeburg geborene Peter Hoff studierte bis 1966 an der Humboldt-Universität zu Berlin Theaterwissenschaft und Kunstgeschichte. Anschließend begann er am Theater der Bergarbeiter in Senftenberg als Dramaturg, Schauspieler und Regisseur zu arbeiten und war beim Deutschen Fernsehfunk als Regieassistent und Autor tätig. Im Jahr 1969 ging er zurück an die Humboldt-Universität, wo er eine Aufgabe als wissenschaftlicher Assistent übertragen bekam. 1972 absolvierte er ein Zusatzstudium zum Thema Ästhetik an der Lomonossow-Universität Moskau. Es folgten die Jahre 1972 bis 1993, in denen er an der Hochschule für Film und Fernsehen der DDR, die 1985 den Namenszusatz Konrad Wolf erhielt und die 1990 in Hochschule für Film und Fernsehen Potsdam-Babelsberg (HFF) umbenannt wurde, als Lehrgebietsleiter für Theorie, Geschichte und Dramaturgie des Fernsehens tätig war.
1984 promovierte Peter Hoff an der Humboldt-Universität zum Thema „Fernsehen als Kunst. Zur Gattungsspezifik sozialistischer Fernsehkunst“.  Danach leitete er von 1985 bis 1988 an der HFF die Fachrichtung Regie. Für die Schriftenreihe „Beiträge zur Film- und Fernsehwissenschaft“ der HFF war er von 1989 bis 1993 deren Chefredakteur und Co-Herausgeber. Ab 1993 wirkte er als freischaffender Journalist, Dokumentarist und Medientrainer. Es folgten mehrere Lehraufträge an Universitäten in Leipzig, Berlin und Marburg. Im Jahr 2000 wurde er Gründungsdirektor des „Instituts für Medieninformation“ (Marburg/Frankfurt/Berlin).
Peter Hoff verstarb am 27. September 2003 im Alter von 61 Jahren während der Jahrestagung der Gesellschaft für Medienwissenschaft (GfM), in der Nacht vor seinem angekündigten Referat, in einem Hamburger Hotelzimmer.

## Filmografie
- 1984: Polizeiruf 110: Das vergessene Labor (Fernsehreihe)
- 1985: Die Geschichte vom goldenen Taler (Fernsehfilm)
- 1987: Einzug ins Paradies (Fernsehserie, 1 Episode)
- 1992: Banale Tage

## Werke
- 1996: Das große Buch zum Polizeiruf 110. Verlag Neues Leben, Berlin 1996, ISBN 3-359-00801-4.
- 1998: Mit Knut Hickethier: Geschichte des deutschen Fernsehens. Metzler Verlag Stuttgart 1998, ISBN 3-476-05578-7.